# Réseau routier de Jersey

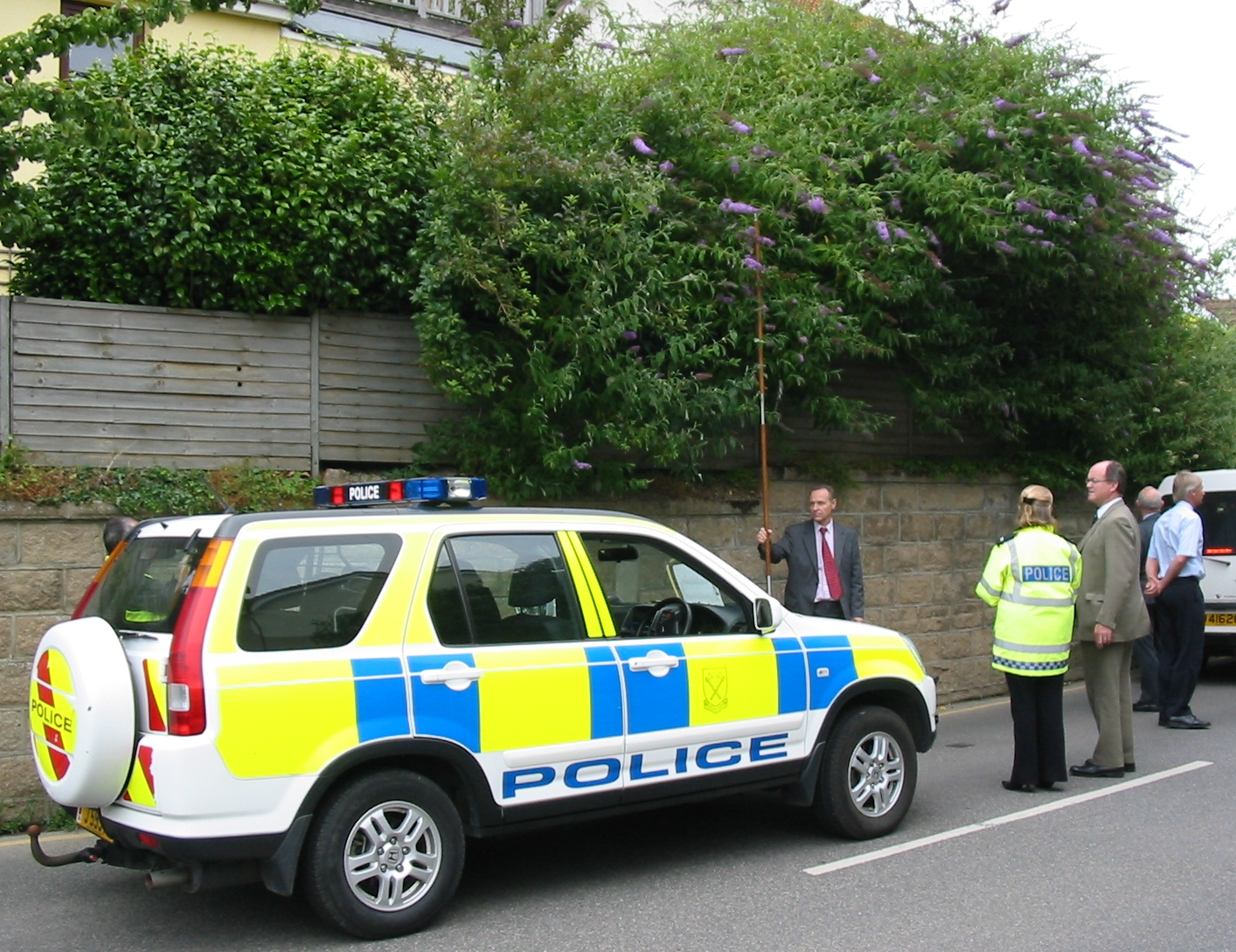
La visite du branchage.

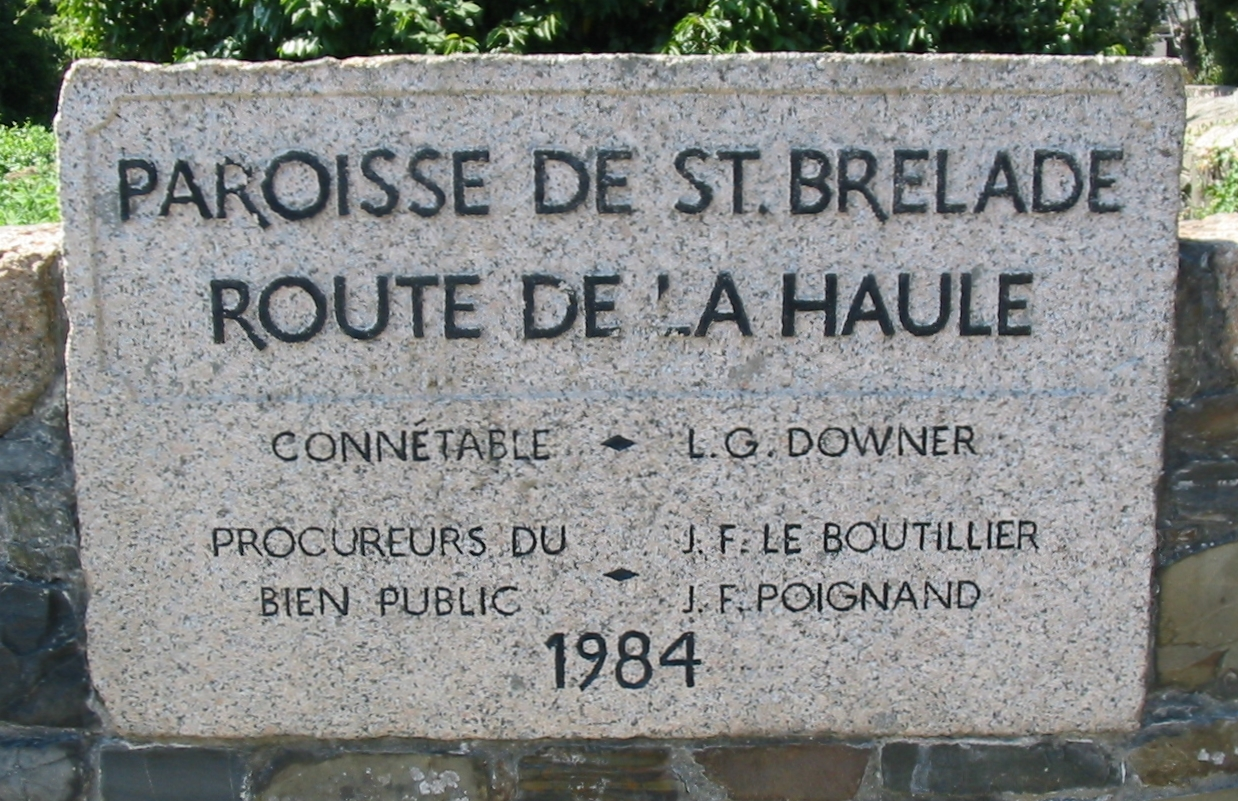
Route de la Haule (A1).

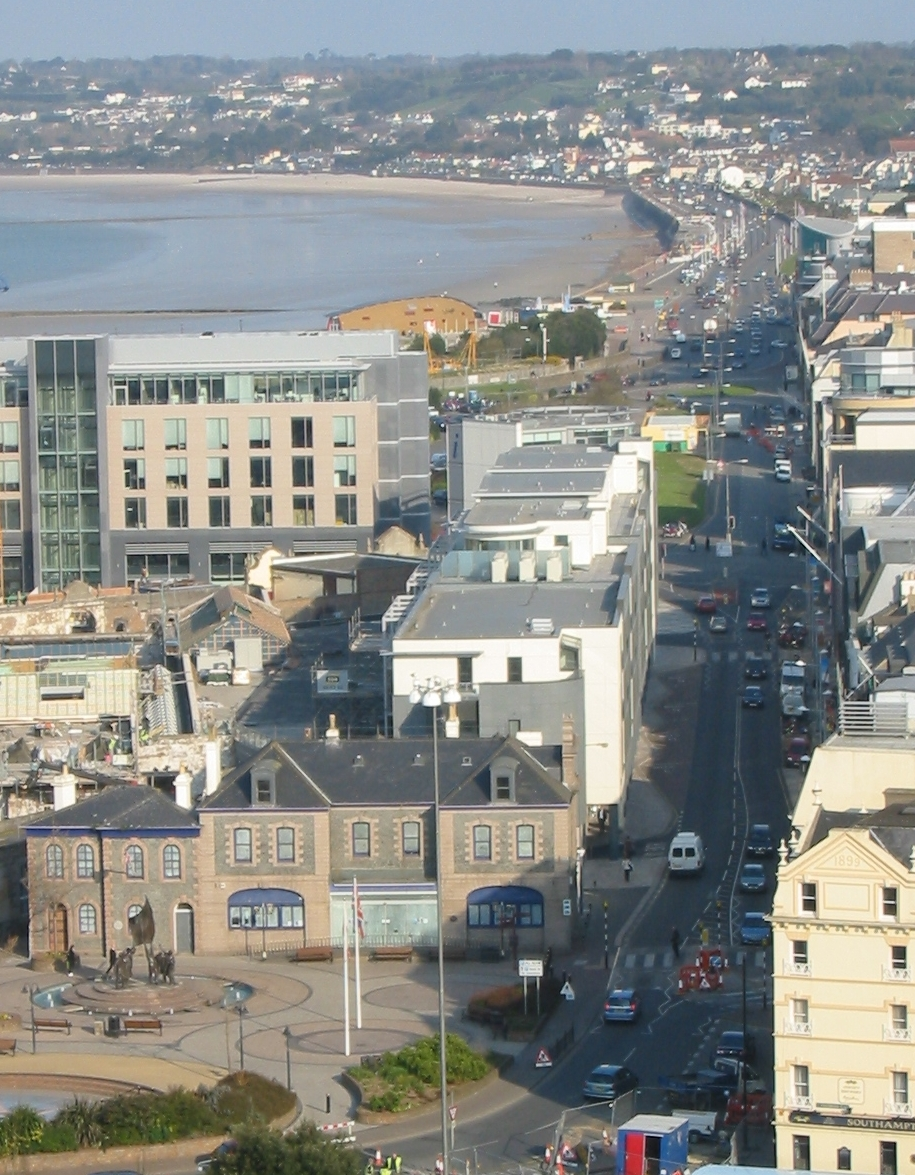
Vue de l'axe routier côtier (A1).

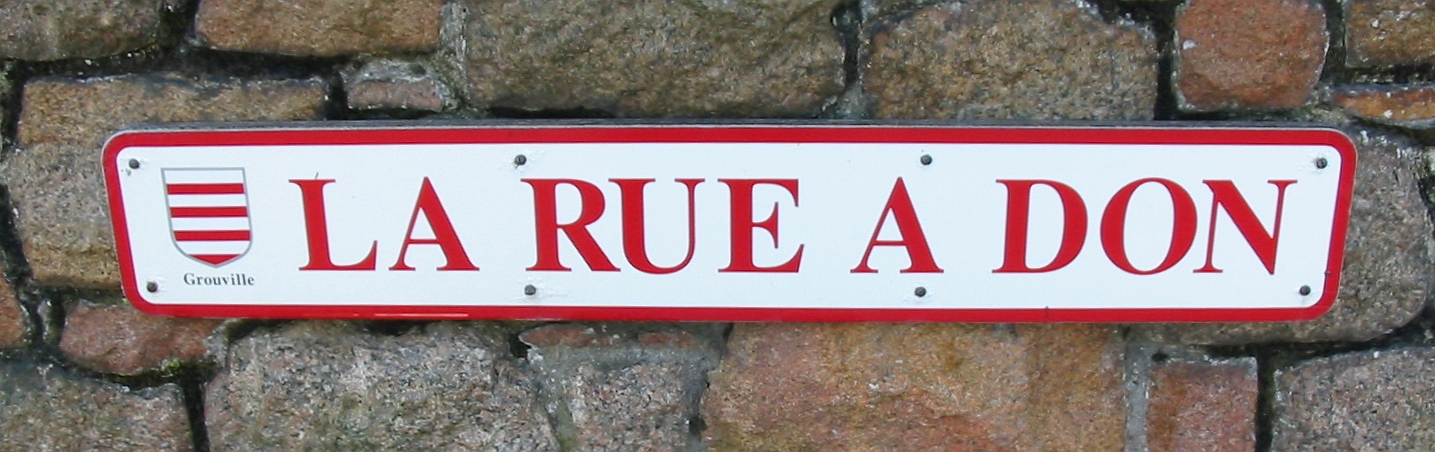
La rue à Don (A3).

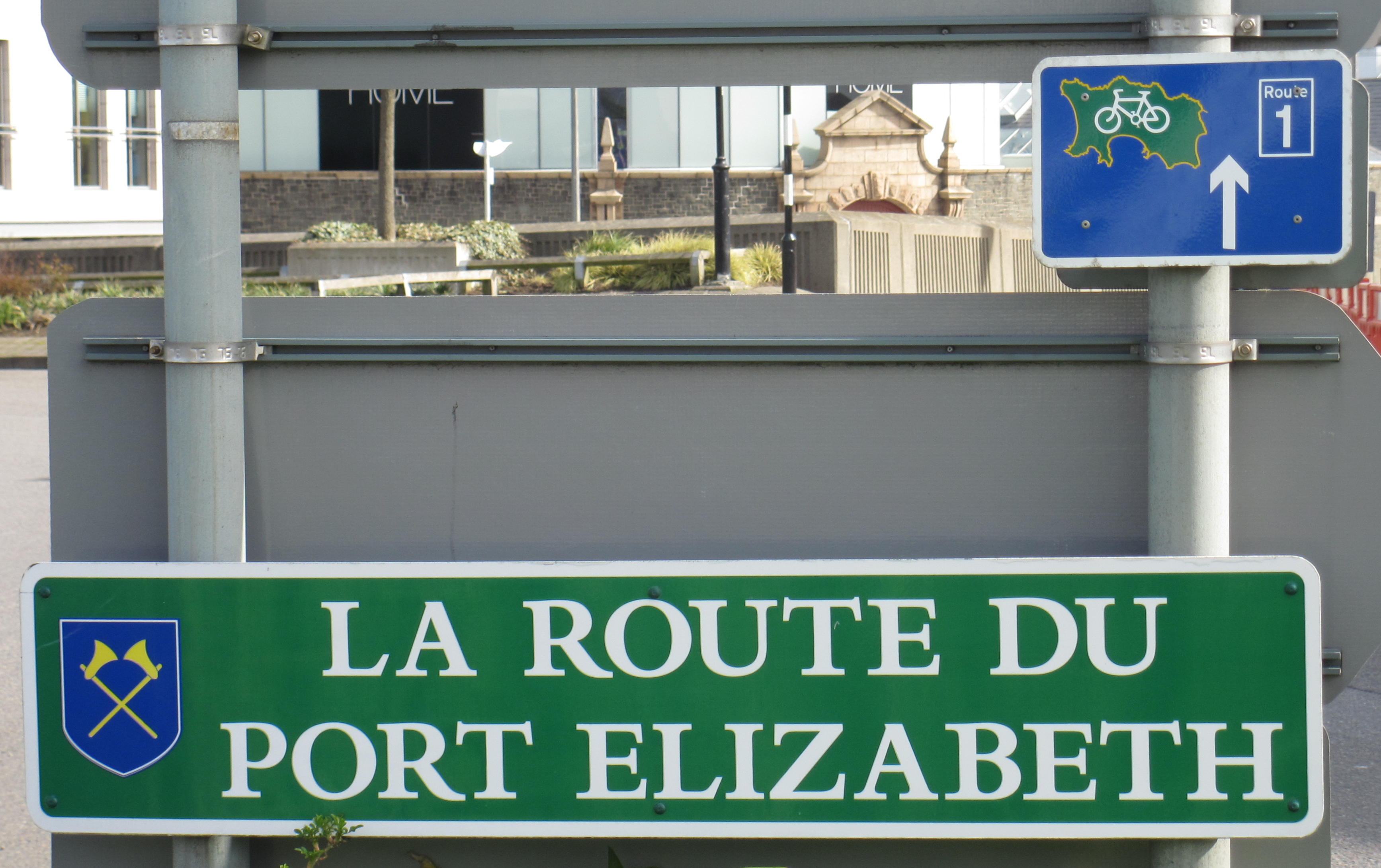
Accès au port de Saint-Hélier (A16).

Le réseau routier de Jersey est l'ensemble des voies de communication routière sillonnant l'île de Jersey. Ce réseau routier est dénommé par les lettres "A", "B" ou "C" dans un système similaire à celui utilisé en Grande-Bretagne, en Irlande du Nord et à l'île de Man. 

## Présentation
Le réseau routier de Jersey est composé d'artères urbaines (rues et places), de routes principales (A), de routes secondaires (B) et de routes communales (C). 
La limite de vitesse maximale sur le réseau routier de Jersey était de 65 kilomètres par heure. Le 18 janvier 2012, le ministère des Transports de Jersey a annoncé que la limite de vitesse sur plusieurs routes de Jersey sera abaissée à 50 kilomètres par heure. 
La visite du branchage est une inspection des routes pour s'assurer que les propriétaires ont respecté les lois contre la végétation envahissante sur les axes routiers.

## Les routes principales
Les routes principales sont les axes routiers qui permettent de rallier les principales villes administratives des différentes paroisses de l'île de Jersey. Elles forment l'ossature du réseau routier autour duquel un maillage de voies secondaires vont desservir l'ensemble des paroisses de l'île anglo-normande. Certains tronçons sont à double voies de circulation avec chaussées séparées par un terre-plein central de type autoroutier.
- A1 Saint-Hélier à Saint Aubin: La Route de la Libération, Esplanade, La Route de Saint Aubin, La Route de la Haule
- A2 Saint-Hélier à Saint-Laurent: Victoria Avenue (le long de la côte
- A3 Saint-Hélier à Gouray et Grouville: La Route du Fort, Georgetown Road, Bagot Road, Longueville Road, La Rue à Don
- A4 Saint-Clément à Gouray par la route côtière
- A5 Saint-Clément à Gouray par la route intérieure
- A6  Saint-Hélier à Saint-Martin: route du Mont Millais, Bagatelle Road, La Grande Route de Saint Martin
- A7  Saint-Hélier à Saint-Sauveur: La Motte Street, St Saviour's Road, St Saviour's Hill
- A8  Saint-Hélier à La Trinité: Trinity Road, Le Mont de la Trinité, La Route de la Trinité, La Rue des Croix, La Route d'Ebenezer
- A9  Saint-Hélier à Saint-Jean: Rouge Bouillon, La Grande Route de Saint Jean, La Route des Issues
- A10 Saint-Laurent: La Grande Route de Saint Laurent
- A11 Saint-Pierre: La Vallée de Saint Pierre
- A12 Beaumont à Saint-Ouen: La Route de Beaumont, La Grande Route de Saint Pierre, La Grande Route de Saint Ouen
- A13 Saint-Aubin à Saint-Brelade: Le Mont les Vaux, La Grande Route de Saint Brelade, La Route des Genets, La Route Orange
- A14 : Rouge Bouillon
- A15 : Route de Saint-Clément
- A16 : Saint-Hélier au port de Saint-Hélier
- A17 : La Route du Fort

## Plaques de rues à Jersey

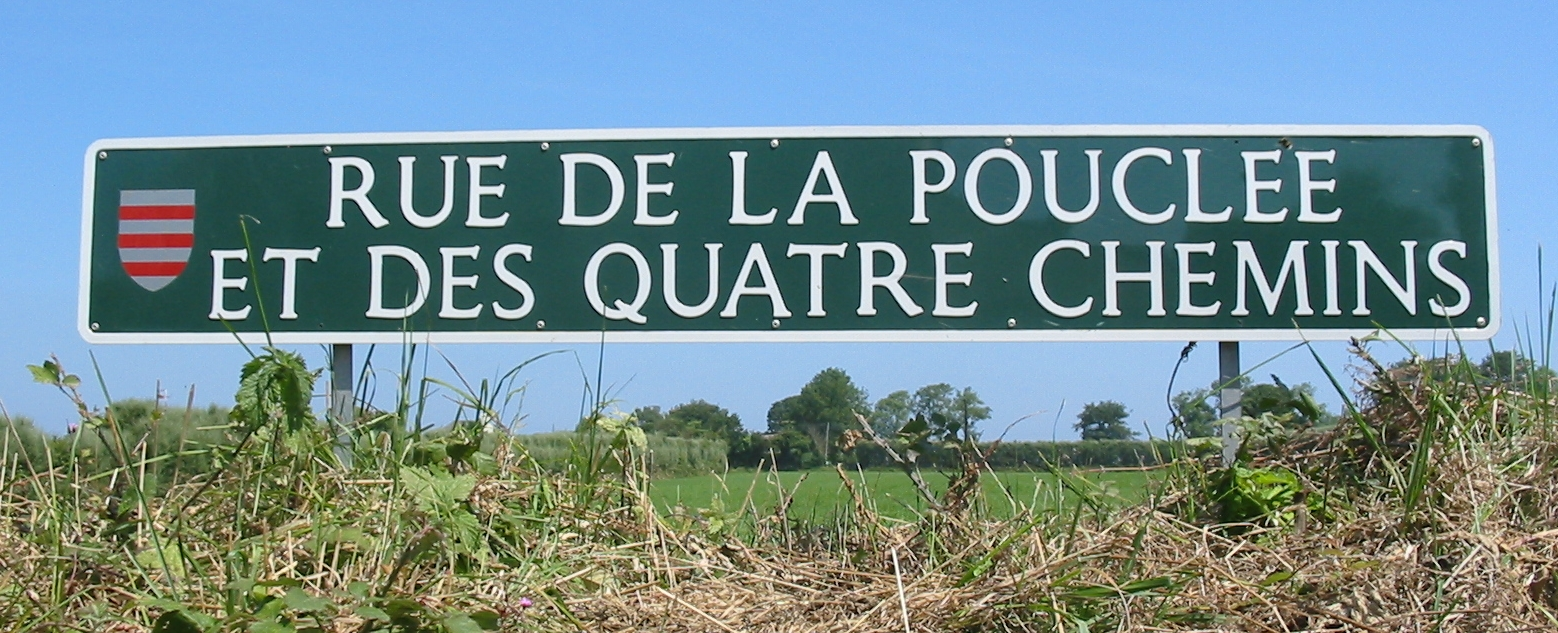
Plaque de rue dans la paroisse de Saint-Martin
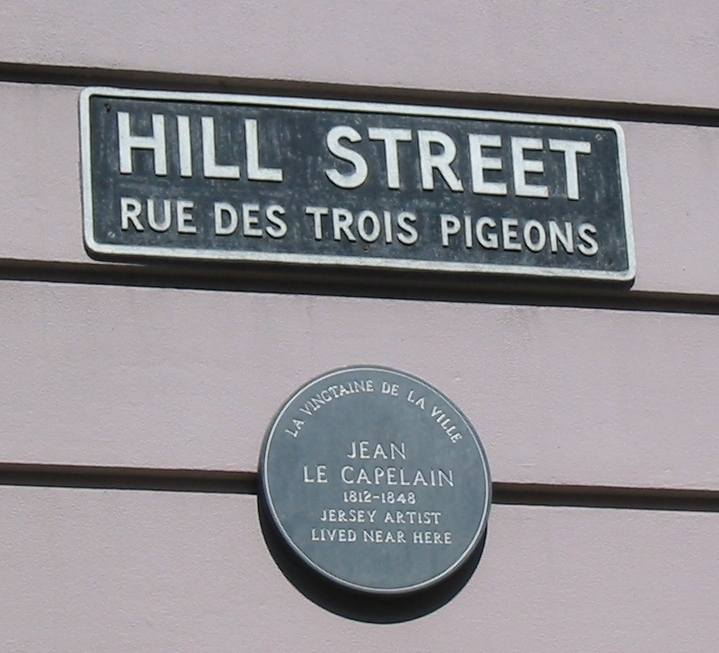
Plaque de rue bilingue à Saint-Hélier
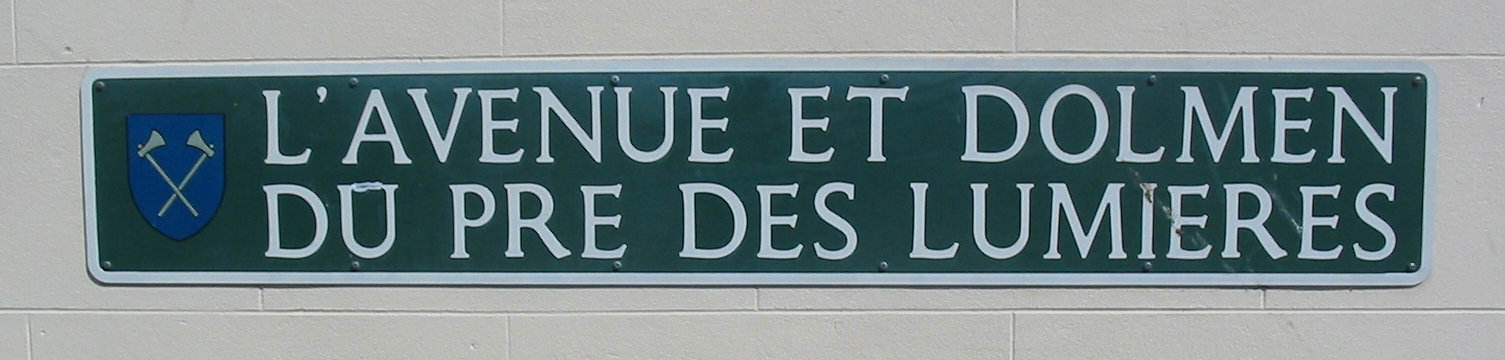
Avenue à Saint-Hélier
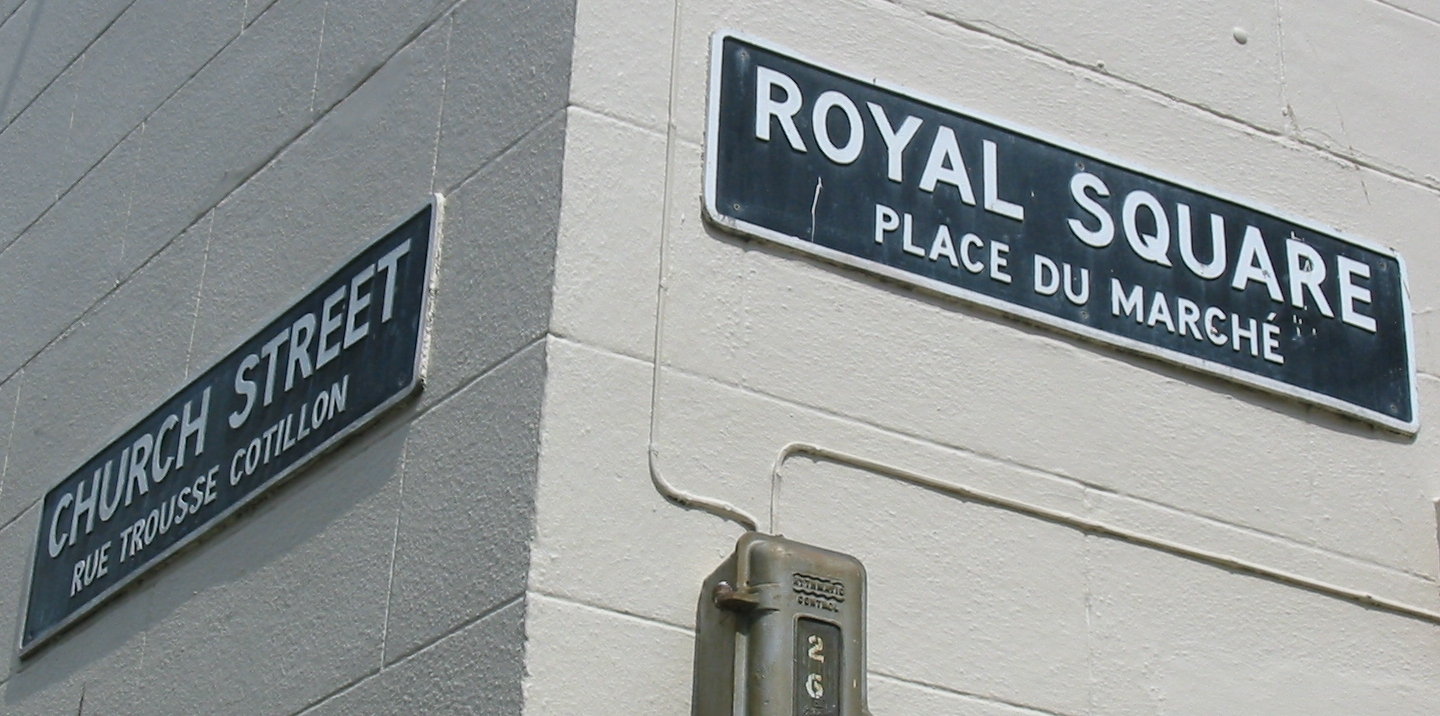
Carrefour de deux rues centrales de Saint-Hélier
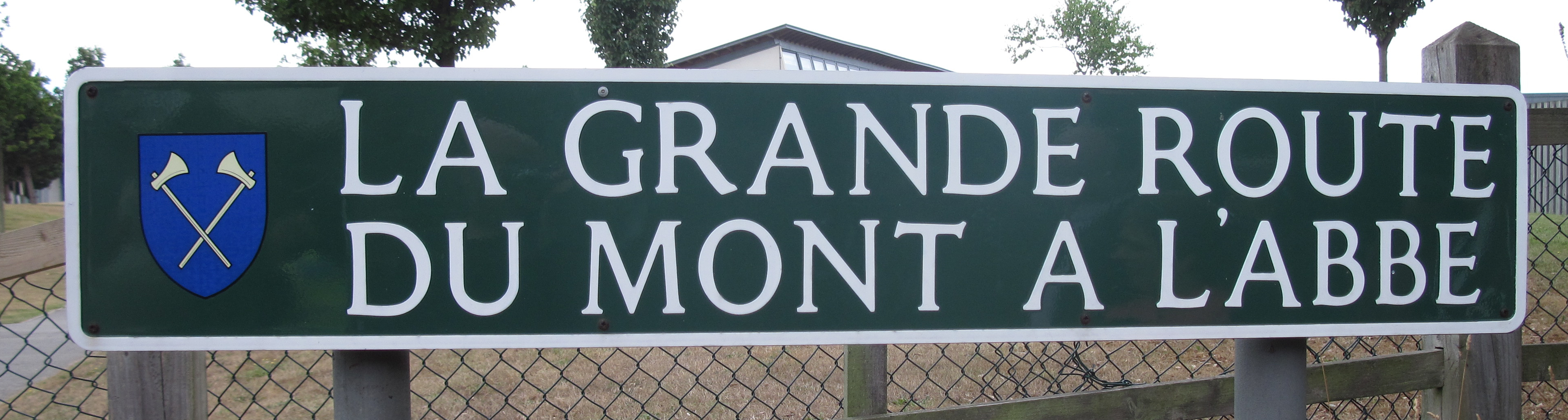
Route parallèle à la Grande Route de Saint Jean (A9)